# الملأ الأعلى
الملأ الأعلى هم الملائكة، وقد ورد ذكرهم في القرآن والسنة، فقال الله تعالى: ﴿مَا كَانَ لِيَ مِنْ عِلْمٍ بِالْمَلَإِ الْأَعْلَى إِذْ يَخْتَصِمُونَ ۝٦٩ إِنْ يُوحَى إِلَيَّ إِلَّا أَنَّمَا أَنَا نَذِيرٌ مُبِينٌ ۝٧٠﴾ [ص:69–70] قال شيخ المفسرين ابن جرير الطبري في تفسير الآية:  ما كان لي من علم بالملإ الأعلى  يقول لنبيه محمد ﷺ: قل يا محمد لمشركي قومك: ما كان لي من علم بالملأ الأعلى إذ يختصمون في شأن آدم من قبل أن يوحي إلي ربي فيعلمني ذلك، يقول: ففي إخباري لكم عن ذلك دليل واضح على أن هذا القرآن وحي من الله وتنزيل من عنده، لأنكم تعلمون أن علم ذلك لم يكن عندي قبل نزول هذا القرآن، ولا هو مما شاهدته فعاينته، ولكني علمت ذلك بإخبار الله إياي به. وبنحو الذي قلنا في ذلك قال أهل التأويل. ذكر من قال ذلك: عن ابن عباس، قوله: ما كان لي من علم بالملإ الأعلى إذ يختصمون قال: الملأ الأعلى: الملائكة حين شووروا في خلق آدم، فاختصموا فيه، وقالوا: لا تجعل في الأرض خليفة.
عن السدي بالملإ الأعلى إذ يختصمون هو: ﴿وَإِذْ قَالَ رَبُّكَ لِلْمَلَائِكَةِ إِنِّي جَاعِلٌ فِي الْأَرْضِ خَلِيفَةً﴾. وعن قتادة، قوله: ما كان لي من علم بالملإ الأعلى قال: هم الملائكة، كانت خصومتهم في شأن آدم حين قال ربك للملائكة: إني خالق بشرا من طين.
وأما من السنة فقد جاء عَنْ ابن عباس  قَالَ قَالَ رَسُولُ اللَّهِ ﷺ (في كلام الله له في المنام) يَا مُحَمَّدُ هَلْ تَدْرِي فِيمَ يَخْتَصِمُ الْملأُ الأَعْلَى... قَالَ فِي الْكَفَّارَاتِ، وَالْكَفَّارَاتُ الْمُكْثُ فِي الْمَسَاجِدِ بَعْدَ الصَّلَوَاتِ وَالْمَشْيُ عَلَى الأَقْدَامِ إِلَى الْجَمَاعَاتِ وَإِسْبَاغُ الْوُضُوءِ فِي الْمَكَارِهِ وَمَنْ فَعَلَ ذَلِكَ عَاشَ بِخَيْرٍ وَمَاتَ بِخَيْرٍ وَكَانَ مِنْ خَطِيئَتِهِ كَيَوْمِ وَلَدَتْهُ أُمُّهُ.